# Pierre Duprat
Pour les articles homonymes, voir Duprat.
Pierre Duprat, né le 26 novembre 1989 à Agen, est un judoka français.

## Biographie
Il est champion de France en 2012 et 2013 et médaillé de bronze aux Championnats d'Europe de judo 2013 en catégorie moins de 73 kg.